# Kopaniny (skała)
Kopaniny – grupa kilku skał w Bzowie (dzielnica Zawiercia) w województwie śląskim na Wyżynie Częstochowskiej będącej częścią Wyżyny Krakowsko-Częstochowskiej. Znajduje się na skraju lasu, w odległości około 1 km na wschód od dobrze widocznej wśród pól Skały Rzędowej.
Skały zbudowane są z twardych wapieni skalistych. Najwyższa z nich ma wysokość 10 m, ściany pionowe lub połogie z rysami, kominami, filarami i zacięciami. W latach 2015–2016 poprowadzono na niej 14 dróg wspinaczkowych o trudności od IV do VI.5+ w skali Kurtyki. Są też dwa projekty. Wszystkie drogi mają zamontowane stałe punkty asekuracyjne w postaci ringów i stanowisk zjazdowych. Skała jest mało popularna.

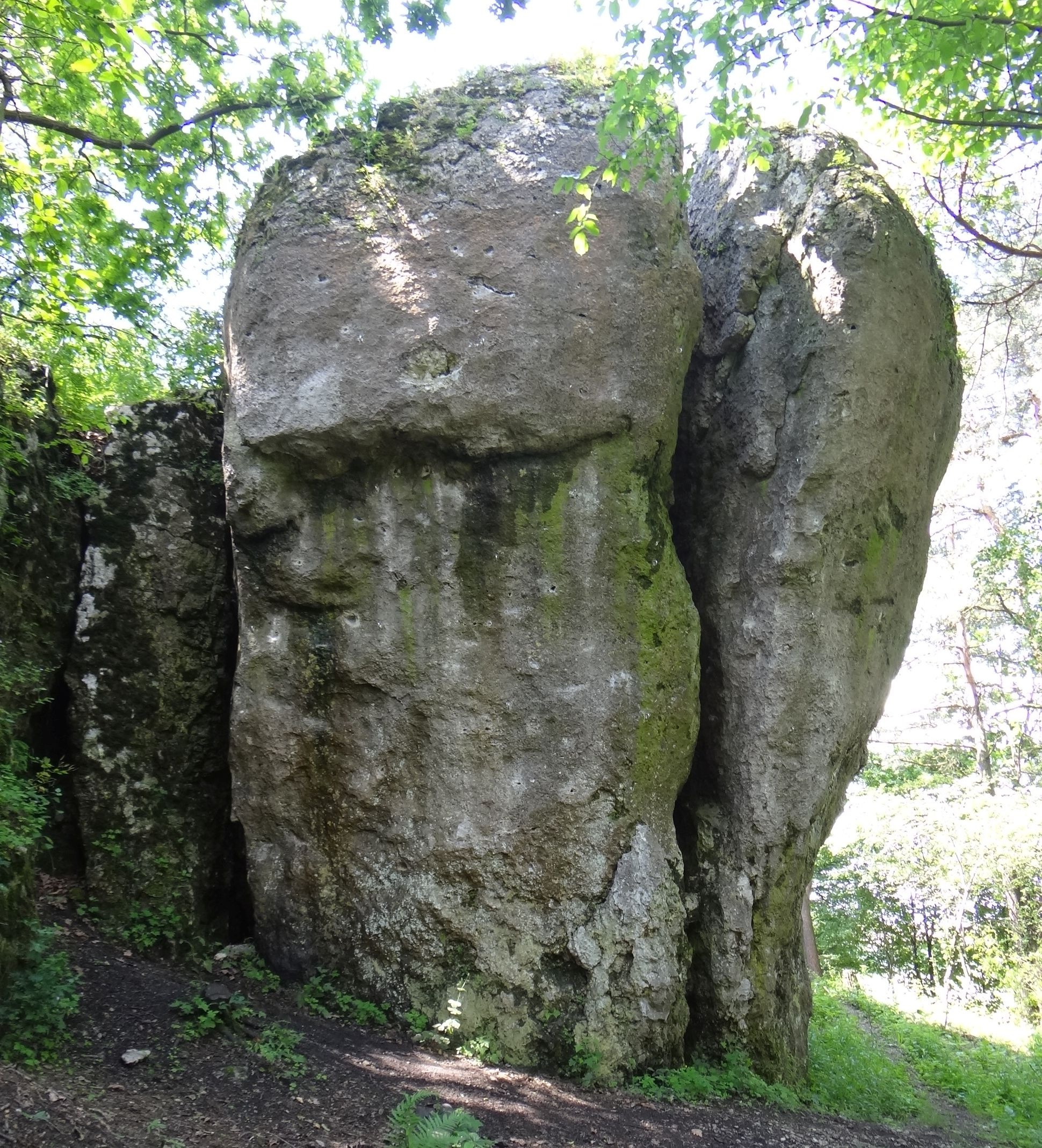
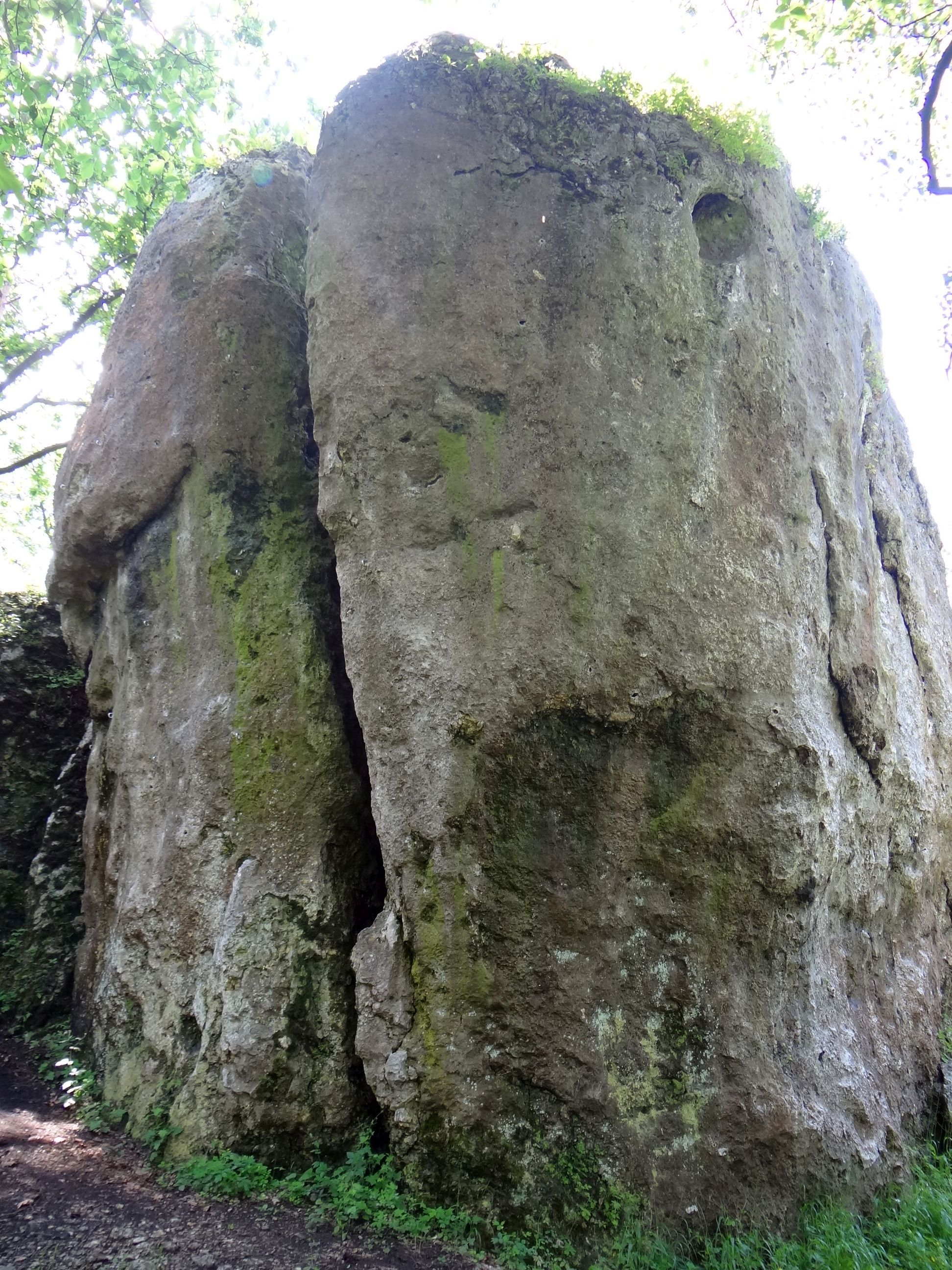
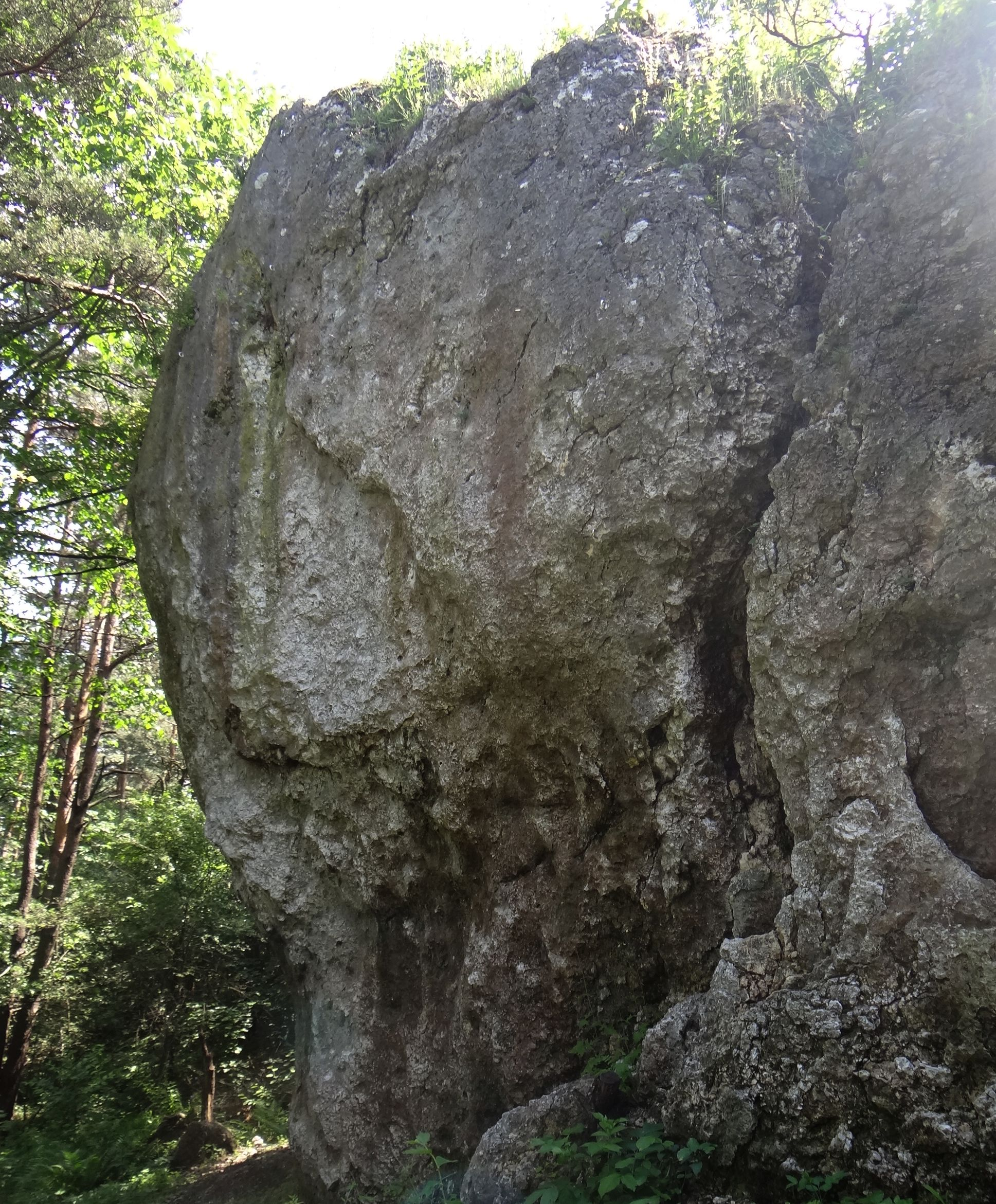
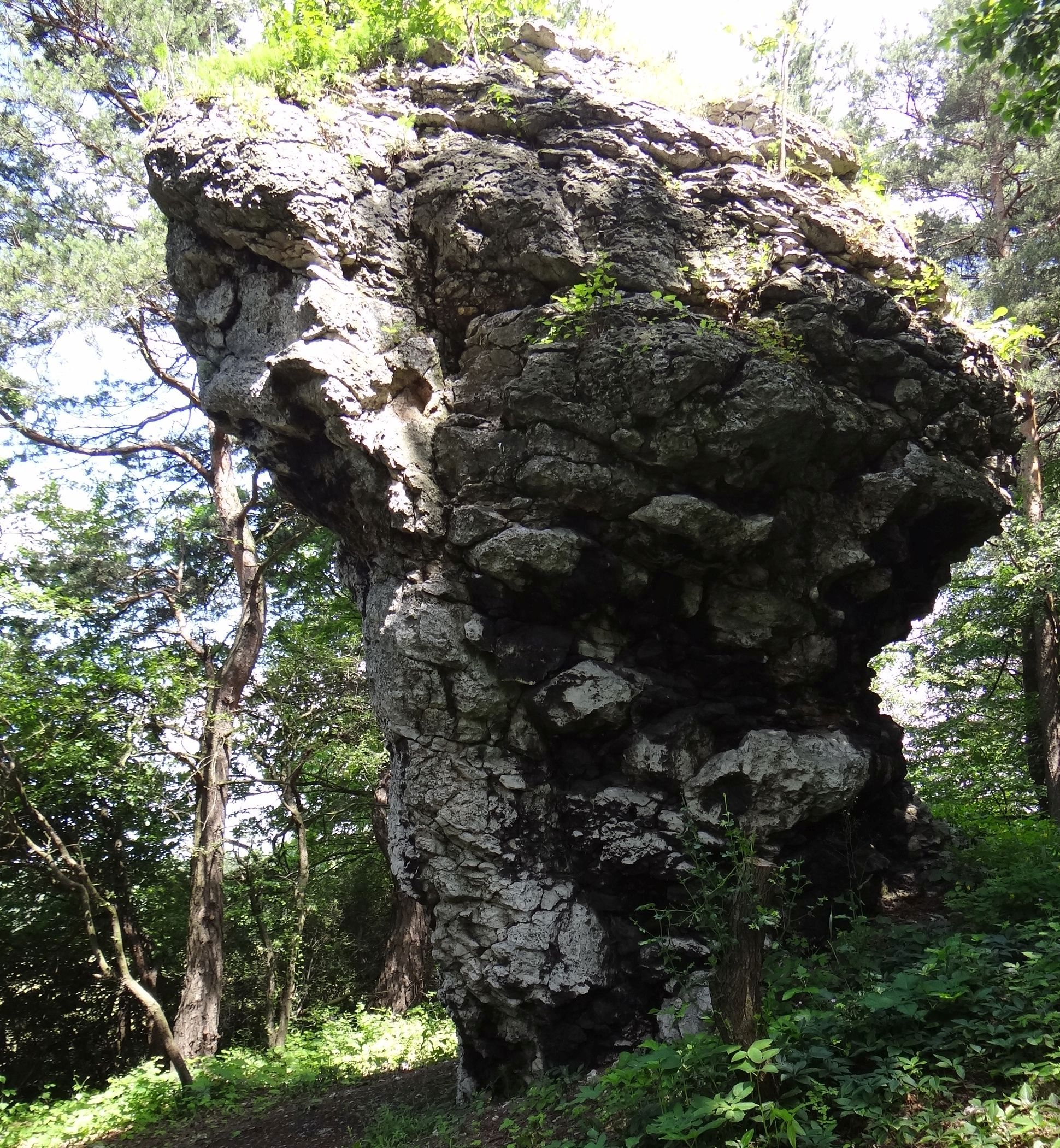
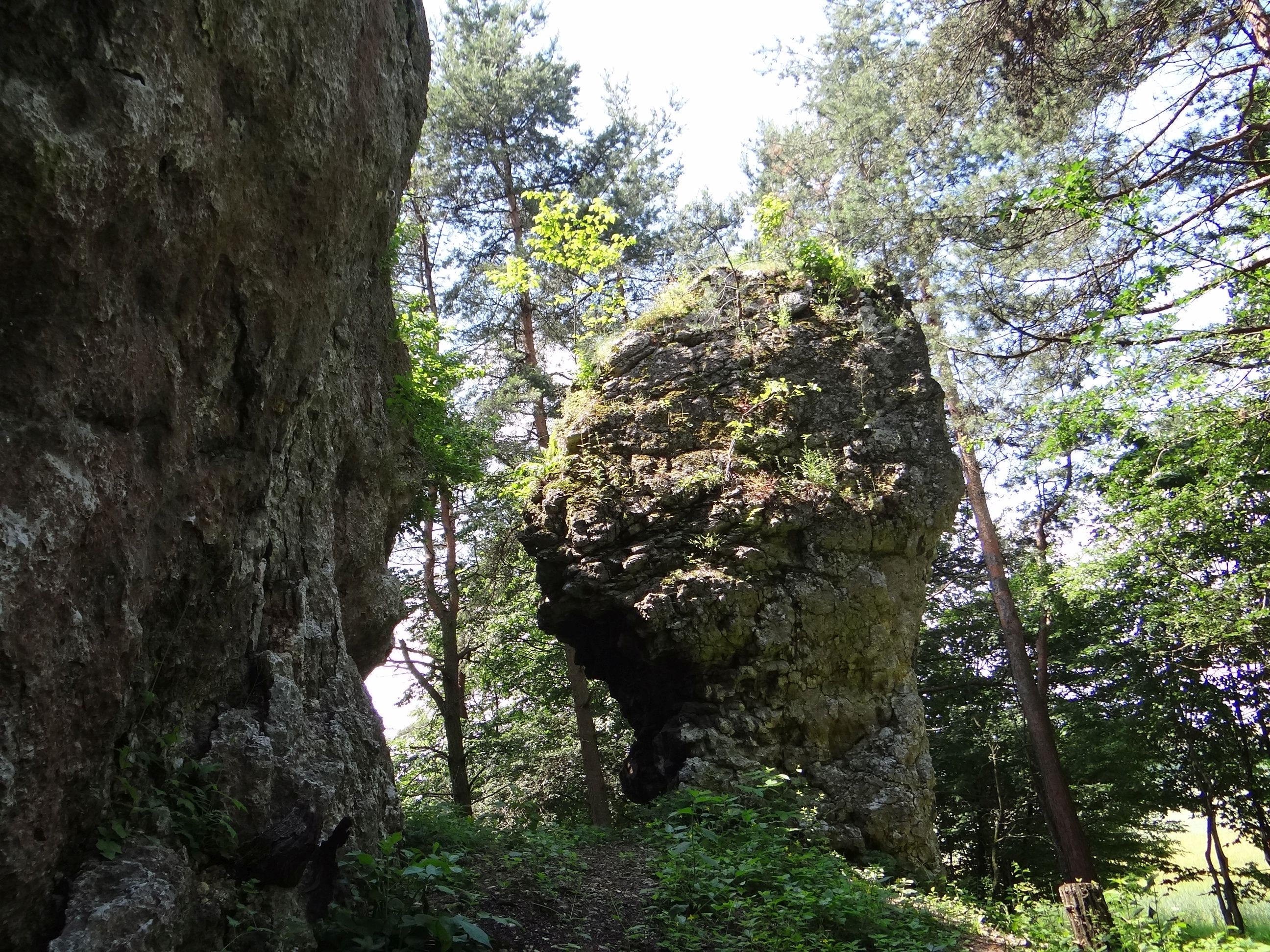

## Drogi wspinaczkowe
1. Dzięcioł; VI.3+
2. Masacrebleu; VI.5/5+3+
3. Ciąża spożywcza; VI.5+
4. Ptaszka kiwi wszystko dziwi; VI.2+
5. Gruboszowaty; VI-
6. Wiatr buszujący w jęczmieniu; VI.4
7. Projekt otwarty
8. Projekt otwarty
9. Mecz na wyjeździe; VI.5
10. Straszna kopanina; VI.5
11. Karliński pikuś; VI.3
12. Barachło; IV
13. Ziemia jest płaska; VI.4/4+
14. Trochę strach; VI.1+
15. Dzień cioła; VI.1
16. Strata czasu; IV[1].